# María Rosa Martínez Barellas
M. Rosa Martínez Barellas (1949 - 9 de novembre de 2024) va ser una professora, investigadora i infermera especialista en infermeria pediàtrica a la Universitat de Barcelona. La seva trajectòria acadèmica es va centrar en la formació d'infermers i infermeres especialitzats en la cura infantil i adolescent.

## Biografia
M. Rosa Martínez Barellas va iniciar la seva carrera docent al Departament d’Infermeria de Salut Pública, Salut Mental i Maternoinfantil de la Universitat de Barcelona, impartint l’assignatura d’Infermeria del Nen i de l’Adolescent. L'any 1986, va obtenir la plaça de professora titular d’escola universitària (TEU), on va exercir fins a la seva jubilació el 2009. Posteriorment, va ser nomenada professora emèrita fins a l’any 2019.
Entre 1986 i 1989, va ocupar el càrrec de directora del Departament d’Infermeria de Salut Pública, Salut Mental i Maternoinfantil.

## Contribucions acadèmiques i professionals
El 1995, juntament amb altres professores, va posar en marxa el Màster en Infermeria Pediàtrica, que va dirigir durant més de vint anys. Aquest programa, que encara es continua oferint com a màster de formació permanent de la Facultat d’Infermeria, va rebre el Guardó Impuls de la Universitat de Barcelona l’any 2023, en reconeixement de la seva trajectòria de vint-i-cinc anys.
Martínez Barellas va ser una prolífica autora de publicacions acadèmiques, incloent-hi llibres, articles i estudis de recerca. Va presentar nombroses ponències i comunicacions en congressos nacionals i internacionals, i va impulsar diversos projectes d’innovació docent en l'àmbit de la infermeria pediàtrica.
També va participar en la creació de l’Associació Espanyola d’Infermeria Pediàtrica (AEEP), on va tenir un paper destacat en congressos i jornades formatives. El 1987, a la presentació oficial de l'Associació Espanyola d’Infermeria de la Infància a Mùrcia, va ser distingida com a Membre d’Honor i va impartir la conferència inaugural. El 1989, va ser membre del Comitè Assessor d'Especialitats d’Infermeria del Ministeri de Sanitat i Consum i del Ministeri d’Educació i Ciència, contribuint al desenvolupament de l'especialitat d’Infermeria Pediàtrica a Espanya.
El 1990, va presentar la ponència Presente y futuro de la Enfermería de la Infancia al Primer Congrés Nacional d’Infermeria de la Infància a Màlaga, defensant la necessitat de la formació especialitzada en aquest àmbit. Va continuar treballant en aquesta línia amb conferències com La Enseñanza de la Enfermería Infantil en el I Congrés Internacional de la AEEP a Toledo el 1996.